# Aragea mizunoi
Aragea mizunoi är en skalbaggsart som beskrevs av Hayashi 1953. Aragea mizunoi ingår i släktet Aragea och familjen långhorningar. Inga underarter finns listade i Catalogue of Life.